# Fartygsbefälsexamen klass VII
Fartygsbefälsexamen klass VII ger i Sverige behörighet att fungera som befälhavare på ett fartyg på högst 20 i dräktighet i kommersiell närfart, det vill säga i Östersjön fram till Kattegatt. Med 36 månader sjötid och ytterligare 12 månaders sjötid som styrman efter examen ger examen fartygsbefälsbehörighet klass VI och rätt att framföra fartyg på högst 500 i dräktighet. Examen omfattar 40 högskolepoäng.